# Центральный сельсовет (Родинский район)
Центральный сельсовет — сельское поселение в Родинском районе Алтайского края Российской Федерации.
Административный центр — село Центральное.

## История
Статус и границы сельского поселения установлены Законом Алтайского края от 2 декабря 2003 года № 64-ЗС «Об установлении границ муниципальных образований и наделении их статусом сельского, городского поселения, городского округа, муниципального района».

## Население
| 1997  | 1998  | 1999  | 2000  | 2001  | 2002  | 2003  | 2004  | 2005  | 2006  |
| ----- | ----- | ----- | ----- | ----- | ----- | ----- | ----- | ----- | ----- |
| 1380  | ↗1382 | ↗1417 | ↗1458 | ↘1429 | ↘1362 | ↘1318 | ↘1248 | ↘1207 | ↘1182 |
| 2007  | 2008  | 2009  | 2010  | 2011  | 2012  | 2013  | 2014  | 2015  | 2016  |
| ↘1175 | ↘1127 | ↘1099 | ↗1432 | ↘1430 | ↘1391 | ↘1334 | ↘1280 | ↘1230 | ↘1187 |
| 2017  | 2018  | 2019  | 2020  | 2021  |       |       |       |       |       |
| ↘1149 | ↘1110 | ↘1056 | ↘1002 | ↘983  |       |       |       |       |       |

По результатам Всероссийской переписи населения 2010 года, численность населения муниципального образования составила 1432 человека, в том числе 710 мужчин и 722 женщины.

## Состав сельского поселения
| № | Населённый пункт | Тип населённого пункта       | Население |
| - | ---------------- | ---------------------------- | --------- |
| 1 | Вознесенка       | село                         | ↘394      |
| 2 | Красный Алтай    | посёлок                      | ↘416      |
| 3 | Центральное      | село, административный центр | ↘524      |